# Luis R. Sammartino
Luis R. Sammartino fou un compositor argenti que destacà entre els moderns del seu país per un fi sentit líric i una originalitat espontània sense rebuscaments. A vegades s'expressa en un llenguatge pianístic tradicional i les seves cançons són notables per la seva línia melòdica senzilla sostinguda per un fluid acompanyament. En algunes de les seves composicions s'observa la influència de Schumann; altres resten concebudes en un ambient impressionista. Les seves obres més importants són: Acuarelas, d'entre les quals destaquen les titulades Primaveral; Quietud; Arabesco; Agua mansa, i Follaje. Cal citar també la Zamba, de ritme característic i hàbil composició, i les seves col·leccions de cants escolars; Tres cants escolars, sobre lletres d'Amado Nervo, Carlos Fernández-Shaw i Pedro Juan Vignale, i Nuevos cantos escolares, sobre composicions de Nervo, Félix María Samaniego, Gabriela Mistral i Oscar Tolosa.